# خارنوک
خارنوک‌ها (نام علمی: Acanthorhynchus) نام یک سرده از خانواده عسل‌خوار است.